# Athyrmina birthama
Athyrmina birthama är en fjärilsart som beskrevs av Swinhoe 1900. Athyrmina birthama ingår i släktet Athyrmina och familjen nattflyn. Inga underarter finns listade i Catalogue of Life.